# Après l'océan
Pour plus de détails, voir Fiche technique et Distribution.
Après l'océan est un film français réalisé par Éliane de Latour en 2006, sous le titre Les Oiseaux du ciel, sorti en 2009 sous son titre actuel.

## Synopsis
Otho et Shad quittent Abidjan pour tenter leur chance en Europe. Leur rêve : revenir au pays en héros. Mais leur exil ne sera pas si rose. En Espagne, Otho est reconduit à la frontière et revient en Côte d’Ivoire loin de son objectif initial. Il vit alors le rejet par ceux qui furent ses amis. Shad, lui, continue son périple jusqu’en Angleterre. Là, il rencontre Tango, une jeune Française en pleine rébellion. Les deux amants se soutiennent mutuellement mais les obstacles à leur bien-être sont nombreux,,.

## Fiche technique
- Titre : Après l'océan
- Titre de tournage : Les Oiseaux du ciel
- Réalisation : Éliane de Latour
- Scénario : Gauz
- Décors : Dan Bevan
- Costumes : Pascale Paoli
- Image : Renaud Chassaing
- Son : Jérôme Thiault
- Montage : Nelly Quettier
- Musique : Tiken Jah Fakoly, Alexis Pecharman
- Production : Serge Lalou, Pascal Judelewicz, Cat Villiers, Christopher Simon
- Format : couleur - 2,35:1 - 35 mm
- Pays d'origine :  France
- Genre : drame
- Durée : 108 minutes
- Date de sortie : France : 8 juillet 2009

## Distribution
- James Fraser : Shad
- Djédjé Apali : Otho
- Marie-Josée Croze : Tango
- Sara Martins : Olga
- Lucien Jean-Baptiste : Tetanos
- Tella Kpomahou : Pélagie
- Malik Zidi : Bruno
- Kad Merad : Oncle de Tango
- Luce Mouchel : Tante de Tango
- Agnès Soral : La Blanche
- Michel Bohiri : père d'Otho
- Angeline Nadié : mère d'Otho
- Gabriel Zahon : père de Shad
- Toupé Loué : Baudelaire
- Jimmy Danger : Billy le couturier